# まひろ体験
『まひろ体験』（まひろたいけん）は、西尚美による日本の漫画作品。
『週刊少女フレンド』（講談社）にて1983年10号から1986年19号まで連載された、芸能界で活躍するアイドルの成長物語。作者の代表作のひとつで、単行本は、講談社コミックスフレンドから全11巻が刊行されている。
1984年、連載2年目に、サウンド・プロデュースを相曽晴日が担当したLPレコード『まひろ体験イメージアルバム』（CANYON サウンド・コミック・シリーズ）発売。
1985年、第9回講談社漫画賞を受賞。

## 登場人物
森咲まひろ(山本ひろ子)
北海道札幌市出身。幼少時から歌うことが好きで、芸能界へのあこがれを持っていたが、ごく普通の家庭で両親、姉、父方の祖母と暮らし、仲の良い友人たちと平凡な高校生活を送っていた。夏休みにたまたま出場したタレントスカウトキャラバンの北海道南地区大会でチャンスを得て、地区代表として全国大会に進出。翌春、17歳のアイドル歌手としてデビューする。
芹さん
芸能プロダクションのライフミュージックに籍を置く、敏腕な女性マネージャー。自社主催のタレントスカウトキャラバンで優勝を逃したまひろに遭遇し、アイドルとしての素質と将来性があることを見抜いて、ライフミュージックの社長にマネージャー就任を志願する。まひろに対しては芸能界入りに反対する両親を説得して上京させ、公私にわたって面倒をみていく。
野中
ライフミュージックでまひろを担当するプロデューサー。上層部の意向に逆らってまひろのマネージメントを買って出た芹さんの身近な理解者でもあり、まひろに対してもベテランの作曲家やシンガーソングライターを配する等で、歌唱力のあるアイドルへの成長を促してゆく。
前田千奈津
まひろが出場したタレントスカウトキャラバン全国大会の優勝者。ライフミュージックでアイドル歌手としてデビューする前から、まひろに対しては高圧的な態度をとっていたが、わがままな性格がわざわいして後にまひろに追い抜かれてゆく。
佐久間裕司
まひろのデビュー直前にライフミュージックから独立した敏腕マネージャー。かつては芹さんと恋愛関係にあったが、キャリアウーマン志向の芹さんとは同業の友人として深い信頼関係をキープしている。
榊伊織
佐久間のスカウトでデビューした新人アイドル歌手。製菓会社のＣＭで共演したまひろとはケンカ友だちだったが、後に相愛になる。デビュー前に在籍していたロックバンドのメンバーたちとは、バンドの解散後に彼らがまひろの親衛隊のメンバーになったこともあって友人づきあいが続いているが、両親の別居で家庭は崩壊寸前になっている。
早瀬悟
ライフミュージックでまひろや千奈津よりも数年前にデビューしている清純派の人気歌手。ＴＶドラマで共演するまえから後輩のまひろを妹分として可愛がっていたが、ふとしたきっかけで藍川美津子と極秘の恋愛関係に陥る。
藍川美津子(波多美津子)
タレントスカウトキャラバンの全国大会でまひろと親しくなった、九州出身の少女演歌歌手。国際芸能にスカウトされてデビュー。母の入院費を事務所から用立てと言う名目の多大な借金を追わされ、過酷なスケジュールや不本意な接待などの苦労が重なってゆく。
デビュー曲は有線放送から火がつき、歌唱は定評があり新人賞にノミネートされる。
金森
国際芸能で美津子を担当するマネージャー。美津子が早瀬悟とのスキャンダルで芸能界から干された後も地方のキャバレー出演に随行していたが、過酷な労働を強いられる美津子に対する同情が深まり、国際芸能から業務契約書と重要書類を持ち出し逃走。その所為で国際芸能社長がさし向けた刺客によって重傷を負うが、美津子の芸能界復帰の足枷になることを憂慮して身を隠そうとする。
田代まゆ子(田代真由子)
ライフミュージックにかつて在籍していた女性歌手。新人の頃には佐久間に恋していたが、芹さんとの三角関係で傷ついた過去がある。実業家のパトロンの協力を得て芸能界への復帰を果たしてからは、佐久間と芹さんが大事にしている伊織とまひろの芸能界追放を画策するが、復讐の空しさを味わいながら渡米。ショービジネスの世界で再起して過去の確執を乗り越えた後は、けなげにトップアイドルの座を守るまひろのもとへ失踪中の伊織が戻ることを願って、芹さんに協力を申し出る。

## 書誌情報
- 西尚美『まひろ体験』講談社〈講談社コミックスフレンド〉全11巻
  1. 1983年8月14日発行、ISBN 978-4061739918
  2. 1983年11月14日発行、ISBN 978-4061739925
  3. 1984年3月14日発行、ISBN 978-4061739932
  4. 1984年7月14日発行、ISBN 978-4061739949
  5. 1984年11月14日発行、ISBN 978-4061739956
  6. 1985年3月14日発行、ISBN 978-4061760462
  7. 1985年7月14日発行、ISBN 978-4061760479
  8. 1985年11月14日発行、ISBN 978-4061760486
  9. 1986年3月14日発行、ISBN 978-4061760493
  10. 1986年6月14日発行、ISBN 978-4061760509
  11. 1986年10月14日発行、ISBN 978-4061761117

- 西尚美『まひろ体験』講談社〈講談社KCオンデマンド〉全11巻
  1. 2005年4月21日発行[2]

## イメージアルバム
原作： 西尚美
脚本： 藤川桂介
イメージ・サウンド・プロデュース：相曽晴日
歌： 間嶋里美／松野達也
出演：
森咲まひろ(山本ひろ子)… 間嶋里美
榊伊織……………………… 松野達也
芹さん……………………… 平野文
野中プロデューサー……… 松島宏
アルバムカバーイラスト・歌詞カードイラスト：西尚美
CANYON／C25G0338／1984年3月発売
収録曲
【SIDE 1】
1. タレントスカウトキャラバンのテーマ
(作曲： 相曽晴日／編曲： 飛澤宏元)
2. まひろイメージ
(作曲：相曽晴日／編曲：飛澤宏元)
3. 春のいたずら
(ブリッ子・千奈津)
(作曲：相曽晴日／編曲：飛澤宏元)
4. 夜までまてない
(作詞・作曲：伊藤薫／編曲：飛澤宏元) 歌：松野達也
5. キティ製菓「ツンツンコーン」CMソング
(レコーディング風景)
(作詞：吉葉萌／作曲：相曽晴日／編曲：飛澤宏元) 歌：松野達也
6. スプリング・ダイアリー
(作詞：實川翔／作曲・編曲：馬飼野康二) 歌：間嶋里美
【SIDE 2】
1. 初めてのTV出演
(「レッツゴーアイドル」のテーマ)
(作曲：相曽晴日／編曲：飛澤宏元)
2. あこがれの人
(早瀬 悟さんへの想い)
(作曲：相曽晴日／編曲：飛澤宏元)
3. 川越ギョーザせんべいCMサウンド
(ひょうきんBOY・なみおくん)
(作曲：相曽晴日／編曲：飛澤宏元)
4. 華ごよみ
(美少女演歌・藍川美津子)
(作曲：相曽晴日／編曲：飛澤宏元)
5. 秋風ロマン
(作詞：實川翔／作曲・編曲：馬飼野康二) 歌：間嶋里美
6. 二人の関係
(芹さんと佐久間さん)
(作曲：相曽晴日／編曲：飛澤宏元)
7. 伊織イメージ
(作曲：相曽晴日／編曲：飛澤宏元)
8. 日本レコードグランプリのファンファーレ
(作曲：相曽晴日／編曲：飛澤宏元)
9. 夢ひらり雪の日
(作詞：實川翔／作曲・編曲：馬飼野康二) 歌：間嶋里美